# Апеляційний суд Кіровоградської області

Будинок статського радника К. В. Соколова-Бородкіна, 1845 року забудови, де з 1874 року перебуває суд

Апеляційний суд Кіровоградської області — колишній загальний суд апеляційної (другої) інстанції, розташований у місті Кропивницькому, юрисдикція якого поширювалася на Кіровоградську область.
Суд здійснював правосуддя до початку роботи Кропивницького апеляційного суду, що відбулося 5 жовтня 2018 року.

## Керівництво
Голова суду — Драний Валерій Вікторович
 Заступник голови суду — Кіселик Станіслав Анатолійович
 Заступник голови суду — Осєтров Віктор Іванович
 Керівник апарату — Карауш Тетяна Олегівна.

## Показники діяльності у 2015 році
У 2015 році надійшло 4552 справи і матеріалів усіх категорій, серед яких 1616 кримінальних, 2680 цивільних та 256 справ про адміністративні правопорушення. З урахуванням залишку від попереднього періоду, всього перебувало у провадженні 5065 справ і матеріалів.
Із них закінчено провадженням 89 %.
Розглянуто:
- кримінальних — 1613; 49 % апеляційних скарг задоволено;
- цивільних — 2218; 48 % апеляційних скарг задоволено;
- про адміністративні правопорушення — 217; 60 % апеляційних скарг задоволено[7].